# Igemód
Egyes nyelvekben, mint amilyenek a flektáló nyelvek és az agglutináló nyelvek, az igemód az ige egyik jellegzetes grammatikai kategóriája. Grammatikalizáltan fejezi ki a modalitást, azaz a beszélő szubjektív attitűdjét a saját mondatának tartalmát illetően, ami a cselekvés, a történés, az állapot, a lét értékelését jelenti valósként, bizonyosként, lehetségesként, megvalósíthatóként, kívántként, bizonytalanként, valószerűtlenként stb.
Az ige által kifejezett cselekvés belső, objektív természetű, de a beszélőnek szubjektív attitűdje van iránta, amit kifejeznek az igemódok. Ezek ellentétes viszonyban vannak egymással. A főellentét a cselekvés egyrészt valósként, bizonyosként, másrészt lehetségesként, virtuálisként való értékelése. Az előbbi attitűdöt a kijelentő mód fejezi ki, az utóbbit pedig a többi igemód, melyek a lehetséges cselekvést egyszerűen lehetségesként, feltételesként, kívántként, feltételezettként vagy kértként tüntetik fel.
Egyes nyelvek hagyományos grammatikáiban igemódoknak nevezik az igeneveket is. Ilyenek például a francia vagy a román nyelv grammatikái. A két kategória között vannak különbségek és hasonlóságok is. Az igemódok alakjai állítmányt képezhetnek, valamint rendszerint a személy és a szám kategóriákat is kifejezik, amelyekben általában egyeznek a mondat alanyával. Ez nem jellemző az igenevekre, bár vannak kivételek. Grammatikai szinonímia is létezhet nemcsak igemódok között, hanem igemód és igenév között.
Az igemódokat jellegzetes morfémák fejezik ki, vagy csak szintetikus eszközökkel (azaz toldalékokkal), vagy analitikusokkal is, vagyis segédigéket, modális igéket vagy egyéb elemeket tartalmazó körülírások segítségével. Egyazon mód keretén belül egyes időalakok szintetikusok, mások analitikusok is lehetnek. A szintetizmus és az analitizmus egymáshoz viszonyított aránya nyelvtől függő lehet. Az igemódok morfémai ugyanakkor egyéb olyan grammatikai kategóriákat is kifejezhetnek, mint igenem, igeidő, igeszemlélet és igejelleg.
Az igemódok száma rendszerint attól függ, hogy az illető nyelvben hány modalitást fejeznek ki grammatikalizáltan és egymástól legalább részben különböző alakokkal, de olykor az őket tanulmányozó nyelvész nézetétől is. Mindegyik igemódokat kifejező nyelvben van kijelentő vagy egy neki megfelelő mód, amely a tulajdonképpeni állítást fejezi ki, és több egyéb mód:
- kettő: feltételes mód és felszólító mód, pl. a magyar nyelvben; kötőmód és felszólító mód, pl. a latin nyelvben;
- három: kötőmód, feltételes mód és felszólító mód, pl. a legtöbb újlatin nyelvben;
- négy: kötőmód, feltételes mód, felszólító mód és feltételező mód, pl. a román nyelvben.

Az, hogy egyes igemódokkal rendelkező nyelvekben megvan egy bizonyos mód, miközben másokban nincs meg, nem jelenti azt, hogy az utóbbiakban nincsenek betöltve annak a módnak a funkciói, hanem ezeket más mód(ok) vagy igenév/igenevek töltik be. Például a magyar nyelv grammatikái nem tartanak számon külön felszólító módot és kötőmódot, mivel az ige nem különbözik formailag attól függően, hogy felszólít vagy hogy olyan funkciókat lát el, amelyeket más nyelvekben a kötőmód.

## Az igemódok jelentése és morfémái
Mindegyik igemód egy főmodalitást fejez ki, de nem csak ezt az egyet, ezért szinonímia is létezik módok között.

### Kijelentő mód
Ez az igemód főleg valósként és biztosként bemutatott cselekvést fejez ki, és a kijelentő mondatra jellemző. Általa a beszélő magára vállalja a mondata tartalmát.
A többi igemódhoz viszonyítva a kijelentő mód jelöletlen, azaz nincs materiális jele.
A kijelentő mód időalakjai fedik az idő teljes rendszerét, azaz különböző alakokkal fejezik ki a múltban végbement, a beszéd időpontjában végbemenő és majd a jövőben megvalósulónak vélt cselekvést. Nyelvtől függően több vagy kevesebb időalakja van. Például a magyarban csak egy-egy múlt, jelen és jövő időalak van, viszont például a románban hét. Az időalakok közül egyesek szintetikusok, mások analitikusok is, azaz olyan segédigével alkotottak, amely maga is kijelentő módban van. E módszerek eloszlása nyelvtől függő. A magyarban például a jövő idő analitikus, de a franciában az egyszerű jövő időnek nevezett szintetikus: Des orages éclateront dans la soirée ’Zivatarok fognak kitörni az est folyamán’.

### Feltételes mód
A feltételes módnak két főjelentése van, mégpedig az, hogy a cselekvés:
- feltételtől függ: „Ha a világ rigó lenne, / Kötényemben ő fütyülne...” (Weöres Sándor);[6]
- óhajtott: Csak sütne már a nap![10]

Egyes nyelvekben ennek a módnak két időalakja van, jelen és múlt. A francia nyelvben és a magyarban az előbbi szintetikus, az utóbbi analitikus:
Nous verrions nos amis Legrand plus souvent s’ils habitaient à Paris ’Gyakrabban látnánk Legrand barátainkat, ha Párizsban laknának’;
Si j’avais eu ton adresse, je t’aurais envoyé une carte postale de Grèce ’Ha meglett volna nekem a címed, képeslapot küldtem volna neked Görögországból’.
Más nyelvekben is megvan ez a két időalak, de mindkettő analitikus, például a románban vagy a közép-délszláv diarendszer nyelveiben:
- (románul):[8]

Dacă ați iubi, ați ști ce e durerea ’Ha szeretnétek, tudnátok, mi a fájdalom’;
Nu mi-aș fi închipuit că e în stare de așa ceva ’Nem képzeltem volna, hogy ilyesmire képes’;
- (szerbül):[12]

Htela bih da pogledam radnju ’Meg szeretném nézni a boltot’;
Bio bih došao da ste me zvali ’Eljöttem volna, ha hívtatok volna’.
A közép-délszláv diarendszerben a múlt idejű feltételes módot ritkán használják. Rendszerint helyettesíti a jelenidejű alak: Došao bih da ste me zvali ’Eljöttem volna, ha hívtatok volna’.
A feltételes mód morfémái nyelvtől függőek. A magyarban ez egy specifikus jel, a franciában jellegzetes kombinációja a főnévi igenév szabályos, kivételes esetekben eltorzult alakjai és a kijelentő mód folyamatos múlt személyragjai között, a románban pedig a segédige specifikus alakjai a lexikai jelentésű főnévi igenév alakjával együtt.
Egyes közép-délszláv grammatikák elkülönítenek egy óhajtó módnak nevezettet is, amit az ún. cselekvő melléknévi igenévvel fejeznek ki jókívánságokban és átkokban. E mód alaki sajátossága az, hogy itt a cselekvő melléknévi igenév alakja nem segédigével képzett összetett igealak része, mint általában, hanem magában használt. Példák:
- (horvátul) Vrag ga odnio! ’Vinné el az ördög!’, Zdravi i veseli bili! ’Legyetek egészségesek és vidámak!’;[13]
- (montenegróiul) Bog vas poživio! ’Isten éltessen titeket / éltesse magukat/önöket!’[14]

### Felszólító mód a magyar nyelvben
A felszólító mód lehetséges cselekvést fejez ki, amely különbözik attól függően, hogy tulajdonképpeni felszólító funkciója vagy más funkciója van.
A felszólító funkció esetében olyan lehetséges cselekvésről van szó, amit a beszélő akar vagy nem akar, és kér, illetve megtilt. A felszólítás szólhat közvetlenül a második személyhez. Idetartozik az is, amikor a beszélő saját magát is beleérti azok közé, akik részéről kívánja vagy nem kívánja a cselekvést. Közvetetten a felszólítás harmadik személyre is vonatkozhat. A felszólítás lehet konkrétan parancs vagy tiltás, tanács vagy eltanácsolás, buzdítás, kérelem, beleegyezés, ráhagyás, megengedés stb. Mondattani szempontból a felszólító funkciójú ige egyszerű mondat vagy főmondat adta felszólító mondat állítmánya. Példák: Hagyj(ál) békén!, Ki ne nyissátok az ablakot!, Menjünk moziba!, Ne menjen el! (maga/ön), Ne menjenek el! (maguk/önök), Hadd maradjon itthon, ha akar!
A magyar felszólító módnak nem csak felszólító funkciója van, és akkor használható egyes szám első személyben is. Egyszerű vagy főmondatban előfordul például kérdésben, esetleg a beszélő által saját magához intézettben, pl. Megmondjam nekik az igazat? Ugyancsak egyszerű mondatban kifejezhet kívánságot is, beleértve jókívánságot vagy átkot, pl. Intéződjék el már végre békésen a dolog!
Főleg mellékmondatban használatos a felszólító mód mindegyik személyben. Felszólító módú elsősorban azon mellékmondatok állítmánya, amelyek a főmondat alanya által akart vagy nem akart és kért, illetve tiltott cselekvést fejeznek ki: Azt írták, hogy jöjjek haza, Nem engedték, hogy felhívjon. Tipikusan felszólító módú a célhatározói mellékmondat állítmánya is: Elviszi a pulóvert, hogy ne fázzon a kiránduláson.
A felszólító mód morfémája a -j- jel, beleértve ennek a szomszédos beszédhanghoz való hasonulása vagy ilyen hanggal való összeolvadása nyomán keletkezett hangot, illetve nullává válását. Az erőteljes felszólításnak prozódiai jellegzetessége is van, a nagyobb hangerő, és az elöl meredekebben eső hanglejtés.

### Felszólító mód egyéb nyelvekben
Olyan nyelvekben, mint például a francia, a román vagy a közép-délszláv diarendszer nyelvei, felszólító módúnak (latin szóval imperativus) csak az az ige számít, mely a magyarban felszólító mondatban közvetlenül felszólító igének felel meg.
A magyarral közös ismérve a nagyobb hangerő erőteljes felszólításban, és az, hogy csak akkor fejezik ki az alanyát személyes névmással, ha ki akarják emelni. Ez például a franciában különösen szembeötlő, mivel a többi igemódban csaknem mindig kötelező az alany külön szóval való kifejezése.
Mint a magyarban, több más nyelvben is a felszólító módnak csak jelen idejű alakja van, de a franciában van múlt idejű is. Azt fejezi ki, hogy egy megparancsolt cselekvést egy jövőbeli időpontig kell befejezni, pl. Ayez fini votre travail avant samedi! ’Fejezze be a munkáját szombatig!’
Nyelvtől függően a felszólító módnak nagyon különböző morfémái lehetnek. A franciában alakjai az igék többségének esetében lényegileg azonosak a kijelentő mód jelen idő megfelelő alakjaival, csak néhány ige esetében ugyanazok, mint a kötőmód jelen idő alakjai, beleértve a felszólító mód múlt idő segédigéit. Formai jellegzetessége valójában csak az, hogy nincs az ige előtt a alanyi funkciójú hangsúlytalan személyes névmás. Példák: Ferme la porte ! ’Csukd be az ajtót!’, Dépêchons-nous ! ’Siessünk!’, Ne touchez pas à ça ! ’Ne nyúljatok / nyúljon / nyúljanak ehhez!’, Sois parti d’ici au plus tard à midi ! ’Legkésőbb délben már ne legyél itt!’ (szó szerint ’Légy elmenve legkésőbb délben!’)
A közép-délszláv diarendszerben a legtöbb ige felszólító módú alakjának az alapját a kijelentő mód többes szám harmadik személy rag nélküli alakja adja. Ehhez hozzáadják a felszólító mód jelét, majd a személyragokat: egyes számban nulla, többesben ugyanazok, mint kijelentő módban:
- Egyes igék esetében a jel -j-: Čekaj! ’Várj!’, Čekajmo! ’Várjunk!’, Čekajte! ’Várjatok! / Várjon!’ (maga, ön) / ’Várjanak!’ (maguk, önök).
- Más igék esetében a jel -i-: Kreni! ’Indulj!’, Krenimo!, ’Induljunk!’, Krenite! ’Induljatok! / Induljon! / Induljanak!’

Ezekben a nyelvekben a tiltó alaknak vannak szinonima szintetikus és analitikus alakjai. Az utóbbiak segédigével + a lexikai jelentésű főnévi igenévvel alakulnak: (szerbül), (horvátul) Ne uzimaj kruške! vagy Nemoj uzimati kruške! ’Ne vegyél körtét!’ Ebben a szerkezetben a szerb nyelvben a főnévi igenevet gyakran helyettesíti balkáni hatásra a kijelentő mód jelen idő a da kötőszóval: Nemoj da uzimaš kruške!
A románban a felszólító módnak csak 2. személyű alakjai vannak. Morfémarendszere összetett, abban az értelemben, hogy nincsenek saját alakjai, hanem a kijelentő mód alakjait veszi át, megváltoztatva személyüket egyes esetekben, és a főnévi igenév alakját, 2. személyűvé téve azt:
- Többes számban a parancsoló és a tiltó alak azonos a megfelelő személy alakjával kijelentő mód jelen időben: Fugiți mai repede! ’Fussatok / Fusson / Fussanak gyorsabban!’, Nu mergeți! ’Ne menjetek / menjen / menjenek!’;
- Egyes szám 2. személyben egyes igék alakja a kijelentő mód jelen idő megfelelő személyű alakjával azonos (Taci odată! ’Hallgass már!’), más igék alakja ugyanannak a módnak és időnek egyes szám 3. személyű alakjával azonos: Mănâncă, mănâncă! ’Egyél csak, egyél!’;
- Egyes számban a tiltó alak a főnévi igenév alakja: Nu lucra! ’Ne dolgozz!’

### Kötőmód
A magyarban a közvetlen felszólítás funkcióján kívüli funkciókat betöltő felszólító mód megfelelője egyes nyelvekben, mint a francia vagy a román, a kötőmód (latinul conjunctivus vagy subjunctivus). Van jelen idejű alakja és múlt idejű alakja vagy alakjai is. Mindegyik időalak lehetséges cselekvést fejez ki, a jelen idejű a beszéd időpontjában vagy a jövőben megvalósíthatót, a múlt idejűek olyat, amely a múltban lett volna lehetséges, de nem valósult meg.
A francia nyelvben egyszerű vagy főmondatban harmadik személynek szóló közvetett felszólításra használják a kötőmódot (Émilien a mal à la tête. Qu’il prenne de l’aspirine ! ’Émilien-nek fáj a feje. Vegyen be aszpirint!’), valamint jókívánságokban, átkokban: Que la meilleur gagne ! ’Győzzön a legjobb!’
A kötőmód leginkább mellékmondatokban fordul elő, többféle típusúakban, mint a magyar felszólító mód: Laurent voudra sûrement que nous regardions le match France-Brésil ’Laurent biztosan akarni fogja, hogy nézzük meg a Franciaország-Brazília mérkőzést’, Le public se tait pour que le violoniste puisse commencer son récital ’A közönség elhallgat, hogy a hegedűs el tudja kezdeni a játékát’, Il faut que j’aille chez le dentiste ’Fogorvoshoz kell mennem’, Rentrons avant qu’il pleuve ! ’Menjünk haza mielőtt esne az eső!’, Bien qu’elle ait déjà joué hier, notre équipe rejouera demain ’Bár már játszott tegnap, holnap csapatunk újra fog játszani’.
A franciában egyes igéknek kötőmódban mindegyik személyben van saját alakja, más igéknek többes szám egyes és második személyű alakja a kijelentő mód folyamatos múlt idő megfelelő személyeinek alakjával azonos, megint más igék esetében megvan ez az azonosság is, és a többi személyben a kijelentő mód jelen idejű alakjaival való azonosság is. A kötőmód morfémájának tekintik azt is, hogy az ige előtt csaknem mindig a que kötőszó van.
A francia kötőmód három múlt idejű alakkal rendelkezik, de csak az egyik használatos a beszélt nyelvben. Ez segédige (amelyből kettő van) kötőmód jelen idejű alakjából és a lexikai jelentésű ige múlt idejű melléknévi igenevéből tevődik össze: Restez couché jusqu’à ce que la fièvre soit tombée et que la douleur ait disparu ’Maradjon (ön) fekve, amíg a láz elmúlik és a fájdalom eltűnik’. A többi kettő csak a nagyon választékos nyelvi regiszterben fordul elő.
A román nyelvben is használják a kötőmódot egyszerű és főmondatban harmadik személynek szóló közvetett felszólításban (Să vină imediat! ’Azonnal jöjjön ide!’), valamint jókívánságokban (Să trăiți, să înfloriți! szó szerint ’Éljetek, virágozzatok!’), de egyes szám első személyben is, kérdésben (Să rămân, să nu rămân? ’Maradjak, ne maradjak?’), valamint többes szám első személyben: Să muncim pentru binele țării! ’Dolgozzunk az ország javára!’
E nyelvben is a kötőmód főleg mellékmondat állítmányának a módja, mégpedig gyakrabban, mint a franciában vagy a magyarban, ugyanis balkáni hatásra akkor is kifejezi az alárendelt cselekvést, amikor alanya azonos az őt alárendelő ige alanyával. Példák: Te rog să pleci ’Arra kérlek, hogy menj el’, Ai spus să vin ’Azt mondtad, hogy jöjjek el’, M-ai chemat să-ți ajut ’Azért hívtál, hogy segítsek neked’, Vreau să învăț ’Tanulni akarok’, Am reușit să termin ’Sikerült befejeznem’, Se apucă să citească ’Olvasni kezd’.
A románban is e mód egyik morfémája egy kötőszó, a să ’hogy’, amely csak e módú igével használatos, és csaknem mindig. Többnyire csak ez különbözteti meg a kijelentő alaktól, kivéve a harmadik személyt, amelyben saját, azonos alakja van egyes és többes számban: să adoarmă ’aludjon/aludjanak el’ vs. adoarme ’elalszik’, să lucreze ’dolgozzon/dolgozzanak’ vs. lucrează ’dolgozik’. E nyelvben is van a kötőmódnak múlt ideje. Alakja să + fi (a létige főnévi igeneve) + az egyes szám hímnem alakú melléknévi igenév. Ez az alak azonos mindkét számban és minden személyben. Az alany személye a kontextusból tűnik ki: A plecat fără să ne fi dat de știre ’Anélkül ment el, hogy tudatta volna velünk’.

### Feltételező mód
A román nyelv grammatikáiban elkülönítenek feltételező módot is. Lehetséges cselekvést fejez ki úgy, hogy a beszélő feltételezettként, sejtettként mutatja be. Jelen időben saját alakjai vannak két változatban, melyek közül a leggyakoribb a létige a vrea ’akarni’ segédige rövid változatával alakított jövő idő + a lexikai jelentésű határozói igenév: Cred că n-o fi suferind mult ’Gondolom, nem nagyon szenved’. A múlt idejének a leggyakoribb alakja a létige ugyanaz a jövő idejű változata + melléknévi igenév: Cine știe cât ne-or fi așteptat? ’Ki tudja, mennyi ideig vártak minket?’

## Igemód–igemód és igemód–igenév szinonímia
Az igemódok és az igenevek által kifejezett modalitásokat lehetetlen élesen elhatárolni. Egy adott ilyen igealak kifejez egy alapmodalitást és kifejezhet egyebeket is, melyek más alakra jellemzők. Ez lehetővé teszi a mondattani szinonímiát. Példák:
- kijelentő mód és felszólító mód: (magyarul) Most rögtön hazamész![24] ~ Menj haza most rögtön!;
- főnévi igenév és felszólító mód: (magyarul) Ebédhez felkészülni! (Gerelyes Endre)[25] ~ Készüljenek fel az ebédhez!, El kell mennem ~ El kell menjek;[26]
- főnévi igenév és kijelentő mód: (franciául) J’espère partir demain ~ J’espère que je partirai demain ’Remélem, hogy el fogok menni holnap’;[27]
- főnévi igenév és kötőmód: (franciául) Vous pouvez entrer dans cette école à condition d’avoir le bac ~ … à condition que vous ayez le bac ’Felvételt nyerhettek erre a főiskolára azzal a feltétellel, hogy leérettségiztek’;[28]
- kötőmód és felszólító mód: (románul) Să te duci imediat![8] ~ Du-te imediat! ’Azonnal menj!’;
- kötőmód és feltételező mód: (románul) Să fie oare adevărat?[8] ~ O fi oare adevărat? ’Igaz lenne?’